# Josef Doppler
Josef Doppler (3. Juli 1910 in Bratislava, dem damaligen Prešporok – 15. Oktober 1944 in Dünkirchen) war ein Philosoph, Soziologe und Pädagoge, der zwischen 1930 und 1933 bei Max Horkheimer an der Johann Wolfgang Goethe-Universität Frankfurt am Main studierte und dann in die Tschechoslowakei (ČSR) zurückkehrte. Zwischen 1934 und August 1935 wurde er mit einem Stipendium des Instituts für Sozialforschung unterstützt, um in Prag seine Dissertation fertigzustellen. Nach einer Zeit als Lehrer an verschiedenen Schulen und seiner Verfolgungen innerhalb der ČSR emigrierte Doppler 1939 nach Großbritannien. Als Mitglied der tschechoslowakischen Auslandsarmee fiel er am 15. Oktober 1944 bei der Belagerung von Dünkirchen im Kampf gegen die deutsche Wehrmacht.:S. 1 f
Für Florian Ruttner war Doppler ein politischer Gelehrten im Sinne Franz Neumanns,  der das kritische Gewissen der Gesellschaft verkörperte und sich als Wissenschaftler nicht nur auf seine akademische Arbeit fokussierte, sondern darüber hinaus versuchte, auf die gesellschaftliche Wirklichkeit einzuwirken.:S. 56

## Leben

### Familie
Josef  Doppler wurde 1910 als Sohn des deutschsprachigen jüdischen Ehepaares Egon (1879–1945) und Mathilde Doppler (1884–1942) geboren. Vater Egon, in Budapest geboren, war ein Industrieller.:S. 60 Zur Familie gehörten noch zwei Geschwister: Helena (1911–1981) und Eva (* 1918). Nach den Einträgen bei Ancestry wurden beide Eltern Opfer des Holocaust.

### Studium in Prag und Frankfurt am Main
Josef Doppler besuchte einige Jahre lang ein Gymnasium mit Ungarisch als Unterrichtssprache, bevor er 1928 sein Abitur am Deutschen Realgymnasium ablegte und ein Studium an der Deutschen Universität Prag in den Fächern deutsche Philologie, Philosophie und Geschichte aufnahm. Etwa zeitgleich  trat er auch der Studentenorganisation der Kommunistischen Partei Tschechiens (KSČ) und der  Partei selbst bei.:S. 62
Dopplers politisches Engagement hatte kurzfristige Verhaftungen und Geldstrafen zur Folge. Ob dies der Grund für seinen Studienortwechsel war oder Ruf der Frankfurter Goethe-Universität als linke Einrichtung, ist nicht bekannt. Sicher aber ist, dass Doppler 1930 sein Studium in Frankfurt fortsetzte und bald zum engeren Kreis um Max Horkheimer zählte. Zusammen mit Theodor W. Adorno, Hans Heinrich Gerth, Peter von Haselberg, Leo Löwenthal, Lisel Paxmann, Willy Strzelewicz und anderen war er einer der Autoren der Diskussionsprotokolle zu Horkheimers Vorlesung Wissenschaft und Krise. Differenz zwischen Idealismus und Materialismus und verfasste 1932 seine erste Rezension für die Zeitschrift für Sozialforschung.:S. 62 Ein Großteil von Dopplers Mitverfassern der Diskussionsprotokolle gehörte wie er der Roten Studentengruppe an der Goethe-Universität an; sie wurden im Juli 1933 durch einen Erlass des damaligen Rektors Ernst Krieck vom weiteren Studium wegen Betätigung „in kommunistischen Sinn“ ausgeschlossen. Doppler wurde zudem noch vorgeworfen „als Redner der Toten Studentengruppe in N.S.D.A.P. Versammlungen aufgetreten“ zu sein.

### Stipendiat des Instituts für Sozialforschung
Doppler war im Frühjahr und Sommer 1932 in die ČSR zurückgekehrt, um da an seiner Dissertation zu arbeiten, und wollte zum Wintersemester 1932 wieder nach Frankfurt zurückkehren. Er musste dazu allerdings seinen Pass verlängern lassen, was ihm von den tschechischen Behörden aber mit Verweis auf seine früheren politischen Aktivitäten verweigert wurde. Mit Hilfe des Anwalts Egon Schwelb und eines Empfehlungsschreibens von Horkheimer konnte er zwar die Ausstellung des Passes doch noch durchsetzen, aber inzwischen war in Frankfurt die reguläre Einschreibefrist abgelaufen. Nur weil er sich als Opfer eines angeblichen tschechoslowakischen Nationalismus darstellte, konnte er die  Universität Anfang Dezember 1932 zu einer verspäteten Zulassung bewegen.:S. 65 f
Am 13. März 1933 wurde das von Horkheimer geleitete Institut für Sozialforschung (IfS) von den Nazis geschlossen, hatte aber schon vorsorglich seinen Sitz nach Genf verlegt. Doppler war bereits im Januar 1933 nach Prag zurückgekehrt:S. 66, blieb aber mit Horkheimer, der ihm geraten hatte, sein Studium dort möglichst kurzfristig abzuschließen, in Briefkontakt.:22. Juni 1934: Doppler an Horkheimer Der Wechsel nach Prag führte auch zu einer Veränderung in Dopplers bisherigem politischen Leben. Bei Florian Ruttner heißt es dazu:

“Doppler continued his studies in Prague. The institute’s non-dogmatic version of Marxism seems to have left a mark on Doppler’s political thinking: Sometime during the winter of 1933/1934 he was expelled from the KSČ.”

„Doppler setzte sein Studium in Prag fort. Die undogmatische Version des Marxismus, die das Institut vertrat, scheint sich auf Dopplers politisches Denken ausgewirkt zu haben: Irgendwann im Winter 1933/1934 wurde er aus der KSČ ausgeschlossen.“

Ruttner berichtet in dem Zusammenhang von einem misslungenen Faschingsscherz zu Anfang Februar 1934, der zu Dopplers Verhaftung wegen angeblicher Verwendung von NS-Symbolen führte. Die Aktion war gedacht als Parodie auf die dogmatische kommunistische  Sozialfaschismusthese der Kommunistischen Partei, was der festnehmende Polizist nicht erkannte. Erst der ermittelnde Polizeioffizier erkannte, dass es sich bei Doppler nicht um einen NS-Sympathisanten handelte, sondern aus seiner Sicht um einen Kommunisten. Doppler fühlte sich berufen, dies zu korrigieren. Er wies darauf hin, dass er bereits im Winter aus der KSČ ausgeschlossen worden sei und erklärte: „Meinen politischen Ansichten nach bin ich ein Trotzkist.“ (According to my political views, I am a Trotskyite.):S. 55 f
Der Wechsel des politischen Bezugssystems ging für Doppler einher mit der Notwendigkeit, sich auch wissenschaftlich neu zu orientieren. In dem schon erwähnten Brief vom Juni 1934 musste er Horkheimer mitteilen, dass die Universität die Annahme seiner Dissertation über Oswald Spengler abgelehnt hatte. Zugleich bat er Horkheimer um Unterstützung für einen weiteren Versuch, entweder in Form eines Stipendiums oder durch Anstellung am IfS in der Schweiz.:22. Juni 1934: Doppler an Horkheimer Am 29. Juni 1934 rät Friedrich Pollock Doppler zur Fortsetzung seines Studiums in Prag und stellte ein Stipendium über monatlich 100 Schweizer Franken in Aussicht. Dem schließt sich der vorübergehend in den USA weilende Horkheimer am 30. Juli 1934 an.
Doppler bedankt sich am 27. August 1934 bei Horkheimer für die zugesagte Unterstützung und stellt zwei mögliche Dissertationsthemen für eine Promotion bei Josef Pfitzner vor: eine Arbeit über Arnold Ruge oder, wenn das Material dazu unzureichend sein sollte, eine Arbeit über die 1848er Epoche in der böhmischen Geschichte. Zunächst aber stand für Doppler die Teilnahme am 8. Internationalen Philosophenkongress an, der im September 1934 in Prag stattfand. Doppler leistete einen Diskussionsbeitrag in der Gruppe Die Krise der Demokratie, in dem er sich insbesondere mit Paul Feldkeller auseinandersetzte und auch „die Mitglieder der deutschen Delegation scharf kritisierte und damit seine Rolle als politischer Wissenschaftler unterstrich“.:S. 67 Nach dem Ende des Kongresses erstellte er dann ein 30-seitiges Papier über den Kongressverlauf und schickte das zusammen mit seinem Diskussionsbeitrag am 18. September 1934 an Horkheimer in Genf. Ob die beiden Papiere für eine Veröffentlichung in der Zeitschrift für Sozialforschung gedacht waren, lässt sich nicht verifizieren.  Horkheimer bedankte sich lediglich am  19. Oktober 1934 kurz für die Übersendung und bittet darum, weiter in Kontakt zu bleiben.
Am 9. Dezember 1934 muss Doppler Horkheimer um eine Verlängerung seines Stipendiums bitten, da er erst die Hälfte der Dissertation geschafft habe. Grund dafür seien vor allem die Schwierigkeiten mit der Literaturbeschaffung und die zeitweiligen Schließungen von Universitätsinstituten. Er stellte eine Fertigstellung bis März 1935 in Aussicht.:9. Dezember 1934: Doppler an Horkheimer Horkheimer antwortet darauf Anfang Januar 1935: „... habe ich es erreicht, dass Ihnen das Stipendium noch bis Ende März ausbezahlt wird. Ob es freilich dann noch weitergehen kann, weiss ich nicht.“:4. Januar 1935: Horkheimer an Doppler
Mitte April 1935 muss Doppler ein weiteres Mal Horkheimer gegenüber das Scheitern seines Dissertationsvorhabens eingestehen. Wegen längerer Krankheit und der unzureichenden Bibliotheksverhältnisse habe sich das Projekt der Ruge-Dissertation als Sackgasse erwiesen. Es sei jedoch inzwischen in Prag ein neuer Philosophie-Ordninarius berufen worden, Emil Utitz, der bereit sei, eine Überarbeitung der ursprünglichen Spengler-Dissertation zu akzeptieren. Utitz stellte allerdings eine Zulassung zum Rigorosum erst zum Beginn des Wintersemesters in Aussicht. Um die Zeit bis dahin zu überbrücken, bittet Doppler um eine weitere Verlängerung des seit nunmehr 10 Monaten gewährten Stipendiums.:18. April 1935: Doppler an Horkheimer Dem Brief ist ein dreiseitige Exposé Über Spenglers Geschichtsphilosophie beigefügt, das die Zielsetzung des nun angestrebten Dissertationsvorhabens umreißt.
Horkheimer antwortete Anfang Mai, diskutierte zunächst einige wissenschaftliche Fallstricke in Bezug auf Dopplers Dissertation und verwies dann darauf, dass das Institut aufgrund seiner Budgetschwierigkeiten alle laufenden Stipendien habe streichen müssen. Dann aber folgt, seine eigene Rolle gebührend ins Licht setzend, ein für Doppler abermals positives Zugeständnis.

„Wenn es ermöglicht werden kann, Ihnen bis zum August noch den bisherigen Zuschuss zum Abschluss Ihrer Studien zukommen zu lassen, so geschieht es deshalb, weil ich geltend gemacht habe, dass Sie für diesen Betrag später historische Rezensionen und Aufsätze für die Zeitschrift leisten werden.
In der Erwartung, dass Sie damit im Herbst beginnen und dieses bereits als doctor philosopiae zeichnen dürfen bin ich ...“

In seinem vorerst letzten Brief bedankt sich Doppler am 2. Oktober 1935 bei Horkheimer für die Unterstützung, die es ihm inzwischen ermöglicht habe, sein Studium zu beenden und die Dissertation fertigzustellen. Allerdings war für ihn damit keine Perspektive auf eine künftige wissenschaftliche Arbeit verbunden. „Wahrscheinlich werde ich mich um ein Lehramt an einer höheren Schule bewerben und nur nebenbei in meiner Freizeit die wissenschaftliche Arbeit fortsetzen können.“:2. Oktober 1935: Doppler an Horkheimer

### Leben in der ČSR zwischen 1935 und 1939
Dopplers pessimistischer Blick in die Zukunft war realistisch. In einem Brief vom November 1938 (undatiert, vermutlich aus der zweiten Monatshälfte), mit dem er erstmals wieder Kontakt zu Horkheimer aufnahm, bedauerte er zunächst, dass er in der Zwischenzeit den Kontakt zum IfS verloren habe. Schuld daran sei unter anderem der öftere Wechsel zwischen Erwerbslosigkeit und nur vorübergehenden Beschäftigungen gewesen. Er habe in den letzten Jahren an verschiedenen Orten an höheren deutschen Schulen unterrichtet, allerdings unter wachsenden Schwierigkeiten, „die mir meiner Gesinnung Wege von Seiten der Henlein-Leute gemacht wurden, so daß ich schließlich an eine tschechische Handelsakademie als Deutschlehrer ging“. Seit dem 15. November sei er nur noch provisorisch im Amt und könne jederzeit fristlos entlassen werden.:November 1938: Doppler an Horkheimer Zwar betonte er in dem Brief auch seine Kontakte zu den „jungen  tschechischen Historikern des Kreises 'Dějiny a přítomnost' (Vergangenheit und Gegenwart)“, der Sympathien für das IfS und die Zeitschrift für Sozialforschung hege, und Ruttner erwähnt auch einen  Vortrag über die Rechtfertigungsfunktion des Geschichtsbildes, den Doppler im März 1937 vor diesem Kreis junger, linksgerichteter Wissenschaftler gehalten habe:S. 71, aber Doppler war in dem zuvor erwähnten Brief an Horkheimer der Meinung, dass er wissenschaftlich ziemlich unproduktiv geblieben sei.
In dem Brief vom November 1938 ist Dopplers Blick schon deutlich in Richtung Emigration gerichtet, und er will von Horkheimer wissen, ob und in welchen Grenzen er dabei auf eine moralische Unterstützung Horkheimers und auf eine materielle durch das IfS rechnen kann. Zwei Szenarien scheinen ihm möglich: der Verbleib in der ČSR und Zuarbeitung bei Materialsammlungen und editorischen Aufgaben oder im Falle einer Emigration eine Empfehlungen sowie „eventuell Erteilung eines Forschungsauftrags, der mir rechtlich und materiell den Anfang in neuen Verhältnissen erleichtern würde“. Dieser Bitte aber sind zwei Geständnisse vorangestellt:
- Er „habe unter dem Druck einer Disziplin, der ich damals Unterstand“ – der Zugehörigkeit zur kommunistischen Partei – auch Horkheimer und dem IfS gegenüber seine jüdische Abstammung verheimlicht, „da dies von den betreffenden Stellen für politisch opportun gehalten wurde“.
- Doppler bekannte sich zu einem Wechsel seiner Anschauungen hinsichtlich des Dialektischen Materialismus und des Positivismus und sieht sich dazu auch in Distanz zu Positionen von Horkheimer und der Zeitschrift für Sozialforschung. Er sah sich nun nahe der „Ansichten von Dr. Strelewicz, der auf meine Entwicklung 1935-37 starken Einﬂuss hatte“. Strelewicz, richtig Strzelewicz, und Doppler kannten sich, wie oben schon erwähnt, aus ihrer gemeinsamen Arbeit am IfS, und Willy Strzelewicz hielt sich von 1933 bis 1938 als Emigrant in der ČSR auf, bevor er sich nach Nordeuropa absetzen konnte.

Horkheimer geht in seiner Antwort vom 7. Dezember 1938 auf Dopplers Ausführungen nicht ein, sondern bekundet lediglich Verständnis für dessen schwierige Situation, hält aber eine materielle Unterstützung aufgrund der wirtschaftlichen Situation des Instituts für eher unwahrscheinlich. Gleichwohl scheint Horkheimers Antwort für Doppler eine Art Strohhalm gewesen zu sein, denn einen Monat später bedankt er sich bei Horkheimer für dessen Antwort und fügte ein Exposé zum Thema Die Nationalitätenfrage in Mitteleuropa bei.:6. Januar 1939: Doppler an Horkheimer Nach Ruttners Einschätzung sollte dieses Exposé beziehungsweise die ihm folgende Studie zu Dopplers Eintrittskarte für Großbritannien oder in die USA werden.:S. 71
Horkheimer scheint auf Dopplers Anliegen nicht mehr eingegangen zu sein, denn ohne Bezug auf die vorangegangenen Briefe teilt Doppler Horkheimer am 10. Februar 1939 mit, dass sich seine persönliche Lage verschlechtert hat. Alle Staatsangestellten jüdischer Abstammung seien entlassen worden und ihm drohe zusätzlich die Staatenlosigkeit. „Es ist also wahrscheinlich, ja sicher, dass ich spätestens etwas im August die Republik verlassen muss, vorläufig weiss ich nicht wohin ...“ Er sieht lediglich Chancen, mit Hilfe von Flüchtlingsorganisationen nach England oder Skandinavien gelangen zu können, und fragt, ob ihm das Institut dabei behilflich sein könne, in England oder Oslo eine wissenschaftliche Arbeit zu erlangen. Deutlich geringer schätzt er aufgrund der US-Quotenregelung die Chance, in die USA einreisen zu können. Er rechnet mit einer Wartezeit von 1,5 bis 2 Jahren bis zu einem Visum, verbindet damit aber dennoch die Bitte, ob das Institut ihm für diesen Fall ein Affidavit gewähren könnte. „Ich glaube nicht hinzufügen zu müssen, dass es sich um ein Anliegen handelt, das für mich lebenswichtig ist, keineswegs um den Anspruch materieller Art von dem ich, nach Ihrem letzten Brief weiss, dass ihm das Institut nicht genügen kann - sondern um die Möglichkeit, herauszukommen.“:10. Februar 1939: Doppler an Horkheimer

### Exil in Großbritannien
Doppler konnte 1939 nach Großbritannien emigrieren. Die Hintergründe dieser Emigration sind unbekannt. Ein Eintrag im England and Wales Register bei Ancestry zeigt an, dass er 1939 zusammen mit einem weiteren tschechischen Flüchtling (Charles Neumann, * 9. Juli 1912) in Abingdon-on-Thames wohnte, das damals noch zur Grafschaft Berkshire gehörte. Der dortige Eintrag besagt zudem, dass Doppler geschieden war. Die Spur zu dieser unbekannten Ex-Ehefrau führt über die Datenbank von Yad Vashem: Es handelt sich um die am 26. September 1900 geborene Ettel (Etela) Hübner, mit der Doppler vermutlich nur kurzzeitig verheiratet war und die am 24. Februar 1942 ins Ghetto Theresienstadt deportiert wurde. Von dort aus folgte am 6. September 1943 ihr Transport nach Auschwitz, wo sie ermordet wurde.
Bei Ancestry ist mit Bezug auf das Dokument Members of Czech Republic Military Units Abroad, 1939-1945 zu lesen, dass Doppler am 18. Januar 1940 („Military Day“) zur tschechischen Exilarmee eingezogen wurde. Ruttner referiert aber einige Hinweise darauf, dass Doppler zumindest bis Mitte oder Ende 1941 noch auch wissenschaftlich tätig sein konnte. Er verweist zum einen auf dessen Beschäftigung mit Tomáš Garrigue Masaryk in der Folge des letzten Exposés, das Doppler an Horkheimer geschickt hatte, sowie auf eine weitere Studie über Masaryk and Democracy, an der Doppler im britischen Exil gearbeitet habe. Beide Studien seien aber nicht zu Ende geführt worden. Er sei zudem Gründungsmitglied der Masaryk-Gesellschaft gewesen, die an der University of Oxford Vorlesungen und Seminaren veranstaltet und an denen auch Doppler sich beteiligt habe.:S. 72 1941 erhielt Doppler seitens des Militärs einen achtmonatigen Studienurlaub, „den er nutzte, um Material für ein Buch zu sammeln, [..] das den Titel Masaryk, Selected Readings from his Sociological Works tragen“ sollte.:S. 73
Mit seinem Artikel T. G. Masaryk and the German “Titanism” habe sich Doppler in der Analyse von Masaryks Text, der „eine Kultur- und Psychologiegeschichte des unter Deutschen weit  verbreiteten  Überlegenheitsgefühls  darstelle[.]“, „als politischer Gelehrter“ erwiesen.

“Again, Doppler finds himself here in the borderland between academic research and current political discussions, as his evaluation of Masaryk’s writings serves to clarify the then heated debate whether the current war was being waged against the Nazis or the Germans, about the question of how deeply German National Socialism was rooted in German culture. Like some of the members of the IfS in exile, who joined the American Office for Strategic Services (OSS)  to put their theoretical skills in government service, Doppler also tried to aid the Allied war effort by his contributions.”

„Doppler befindet sich hier erneut im Grenzbereich zwischen akademischer Forschung und aktuellen politischen Diskussionen, da seine Bewertung der Schriften Masaryks dazu dient, die damals hitzige Debatte darüber zu klären, ob der aktuelle Krieg gegen die Nazis oder die Deutschen geführt wurde, und zwar in Bezug auf die Frage, wie tief der deutsche Nationalsozialismus in der deutschen Kultur verwurzelt war. Wie einige Mitglieder des IfS im Exil, die sich dem us-amerikanischen Office of Strategic Services (OSS) anschlossen, um ihre theoretischen Fähigkeiten in den Dienst der Regierung zu stellen, versuchte auch Doppler, die Kriegsanstrengungen der Alliierten durch seine Beiträge zu unterstützen.“

Dopplers Werk, seine Arbeiten über Masaryk, blieb unvollendet. Ende August/Anfang September 1944 wurde er, der mittlerweile wieder zum Militärdienst eingezogen worden war, mit seiner Einheit nach Frankreich versetzt. Er nahm an der Belagerung von Dünkirchen teil und wurde am 15. Oktober 1944 im Alter von 34 Jahren getötet. Er wurde auf dem Soldatenfriedhof in Adinkerke beigesetzt.

## Werke
- Die Geschichtsphilosophie Oswald Spenglers, Philosophische Dissertation, Prag 1936.
- Beiträge in der Zeitschrift für Sozialforschung
  - Zur Deutschen Geschichte, 1. Jahrgang, 1932, S. 430 f. (Rezension) (Online)
  - Husitskâ revoluce, studie historicko-sociologickâ (Die Hussitenrevolution, eine historische und soziologische Studie), 4. Jahrgang, 1935, S. 453 (deutschsprachige Rezension) (Online)
  - Aus der Frühzeit des Marxismus, 5. Jahrgang, 1936, S. 429 (Rezension) (Online)
- T. G. Masaryk and the German “Titanism”, in: ue Central European Observer, 6/1944, p. 83.[3]:S. 62, Anmerkung 29 Nach Ruttner handelte es sich beim ue Central European Observer um eine vierzehntägige Zeitschrift im Umfeld der tschechoslowakischen Exilregierung.[14]